# عبد الحسين الصالحي
عبد الحسين حسن الصالحي المعروف أيضًا بـعبّود الصالحي (8 يناير 1936 - 15 أكتبر 2014) مؤرخ ديني إيراني-عراقي. ولد في كربلاء لعائلة بارزة من إيرانيو العراق تعرف بالبرغاني القزويني. درس في مدارسها الرسمية والدينية ثم أكمل دراسته على عدة أساتذة في النجف، منهم محمد بن مهدي الشيرازي وأغا بزرك الطهراني حتى حصل على إجازة الاجتهاد. عمل صحفيًا في كربلاء وتعاون مع أستاذه الطهراني في موسوعاته. ذهب إلى إيران في عام 1959 ودرس اللغة العربية وآدابها في طهران. فرَّ إلى الهند عام 1961 وعاد إلى مسقط رأسه حتى تم ترحيله من العراق البعثي إلى إيران البهلوية عام 1971، فاستقر في قزوين، مسقط رأس عائلته، وواصل بحوثه باللغتين العربية والفارسية. توفي عن عمر يناهز 78 عامًا.

## سيرته
ولد عبد الحسين بن حسن بن علي نقي بن حسن بن محمد صالح الحائري المعروف أيضًا باسم عبود الصالحي يوم 8 يناير (كانون الثاني) 1975-14 شوال 1354 في كربلاء بالمملكة العراقية. ينتمي إلى عائلة إيرانية عراقية تعرف بـالبرغاني القزويني، وقد عرف أيضًا بالفارسية بـ«شهيد صالحي». كان والده حسن فقيهًا ووالدته هي رقية شهيد صالحي. درس أولًا بالمدارس الرسمية ثم التحق بمدرسة الهندي وتتلمذ على جعفر الرشتي، ثم واصل دراسته على عدة أساتذة منهم، محمد بن مهدي الشيرازي، ومحمد هادي معرفة، وكاظم المدرسي الخراساني، ومحمد حسين المازندراني وأغا بزرگ الطهراني وغيرهم. أجازه الطهراني بالاجتهاد، كما حصل ثلاثة إجازات من شهاب الدين المرعشي النجفي. 

قام بالعديد من الرحلات العلمية والبحثية إلى الهند والدول العربية والأوروبية. عمل رئيس تحرير للمجلة «المجتمع» في كربلاء. ذهب إلى إيران عام 1959 ودرس اللغة الفارسية وآدابها في طهران وتتلمذ على أبو الحسن الرفيعي. انتقد سياسات الحكومة الإيرانية ، وقد احتُجز لمدة وأثناء احتجازه فقد جزءًا من سمعه نتيجة التعذيب. بعد إطلاق سراحه، عاش في الخفاء حتى هرب إلى الهند سنة 1961 ثم عاد إلى العراق وتابع دراسته وأبحاثه في كربلاء. 

تم ترحيله من العراق البعثي إلى إيران عام 1971. استقر في قزوين. تتلمذ على جليل الزرآبادي. واصل بحوثه في التاريخ الديني وقام بتجميع مكتبة كبيرة من المخطوطات والكتب النادرة. نشر مقالاته باللغتين الفارسية والعربية. أصبح عضوًا في عدة المؤسسات والمراكز العلمية الإيرانية. شارك في تأليف العديد من الموسوعات الدينية الشيعية. استخدم علي الوردي بعض مخطوطاته في أبحاثه التاريخية، بما في ذلك كتابه عن قرة العين وتاريخ كربلاء. 

توفي عبد الحسين الصالحي يوم 20 ذو الحجة 1435 - 15 أكتوبر 2014 في مدينة قزوين. 

## آثاره
من كتبه:
- «التفسير والمفسرون»
- «الشيعة في التاريخ»،
- «الشيعة وأسس التشريع»
- «عباقرة الطف»
- «غزوات الرسول في الكتاب والسنة والأدب»، ثلاثة مجلدات
- «قرة العين على حقيقتها وواقعها»
- «كربلاء في حاضرها وماضيها»، ست مجلدات
- «مستدرك أعيان الشيعة»، مع حسن الأمین
- «معجم المؤلفين العراقيين»، مع كوركيس عواد
- «موسوعة البرغاني في الفقه»، ثمانية مجلدات
- «الحوزات العلمية في الاقطار الإسلامية»
- «المحطة الثانية في مسيرة الداعية»